# The Lemonheads
I The Lemonheads sono un gruppo alternative rock-pop punk statunitense, fondato dal cantante e chitarrista Evan Dando (4 marzo 1967) nel 1986 a Boston.

## Storia del gruppo
Le prime prove discografiche del gruppo erano all'insegna di un hardcore punk che doveva molto ad Hüsker Dü e The Replacements. Di questa prima fase, si segnalano i dischi Hate Your Friends (1987), Creator (1988), Lick (1989).
Non sono però questi i lavori che meglio rappresentano la sensibilità artistica di Dando, che sterza in maniera decisa verso il pop all'inizio degli anni novanta - spinto anche dal successo dei Nirvana - e dà alla luce un disco come It's a Shame About Ray (1992). L'opera viene acclamata nell'ambiente underground come un capolavoro e si comincia a parlare del leader dei Lemonheads come di un idolo generazionale (seppur indipendente e relegato ad una scena minore della musica rock americana). Nel disco è, tra l'altro, inclusa una cover abbastanza famosa di Mrs. Robinson di Simon & Garfunkel.
La stessa ispirazione, macchiata da elementi country dovuti alla scoperta di Gram Parsons, dà alle stampe Come on Feel (1993), il secondo disco che definisce la personalità del gruppo e la sua influenza sulle future generazioni di musicisti.
Tre anni dopo arriva Car Button Cloth (1996), ultimo respiro discografico prima di una pausa di una decina d'anni. In questo disco, la batteria è suonata da Murph dei Dinosaur Jr..
Nel 2005, Evan Dando rispolvera la sigla - dopo una carriera solista lontana dalla luce dei riflettori - per un tour assieme a bassista e batterista dei Descendents. Questa esperienza riporta il bostoniano in studio per un disco che uscirà nel 2006.
I Lemonheads sono, assieme ai già citati Dinosaur Jr., i Buffalo Tom e ovviamente i Nirvana, tra i più rappresentativi esponenti dell'underground made in U.S.A. degli anni novanta. Una scena che è riuscita a coniugare la rabbia hardcore e la melodia pop segnando un'epoca e una generazione.

## Discografia

### Album in studio
- 1987 - Hate Your Friends (Taang! Records)
- 1988 - Creator (Taang! Records)
- 1989 - Lick (Taang! Records)
- 1990 - Lovey (Atlantic Records)
- 1992 - It's a Shame About Ray (Atlantic Records)
- 1993 - Come on Feel the Lemonheads (Atlantic Records)
- 1996 - Car Button Cloth (Atlantic Records)
- 2006 - The Lemonheads (Vagrant Records)
- 2009 - Varshons (album di cover, The End Records)
- 2019 - Varshons 2 (Covers album)

### Raccolte
- 1989 - Create Your Friends (Taang! Records)
- 1998 - The Best of the Lemonheads: The Atlantic Years (Atlantic Records

### EP
- 1986 - Laughing all the Way to the Cleaners
- 1990 - Favourite Spanish Dishes
- 1991 - Patience and Prudence